# 埼玉医科大学短期大学
埼玉医科大学短期大学（さいたまいかだいがくたんきだいがく、英語: Saitama Medical University College）は、埼玉県入間郡毛呂山町毛呂本郷38に本部を置く日本の私立大学。1973年創立、1989年大学設置。略称は、埼医大短。

## 概観

### 大学全体
- 埼玉県入間郡毛呂山町に所在する日本の私立短期大学で、、設置主体は学校法人埼玉医科大学[1]。旧来の埼玉医科大学附属医学技術専門学校・埼玉医科大学附属看護専門学校・埼玉リハビリテーション専門学校を統合かつ発展改組する形で1989年に3学科を擁して開学[3]。1997年度より2専攻からなる専攻科を設置。2006年度以降、より学科数の減少が目立ちはじめ、現在は1学科、1専攻科に小規模化されている。

### 建学の精神（校訓・理念・学是）
- 埼玉医科大学短期大学における建学の精神
  - 真に求められる、人間性、技術共に優れた医療技術者の育成
  - 自ら学び、努め、以って病める者への労わりと奉仕心の育成
  - 師弟同行の学風の育成

### 教育および研究
- 埼玉医科大学短期大学には看護学科が設置されており、「看護概論」、小児・成人・高齢期・精神の各「看護実習」・「卒業研究」などの科目がある。埼玉医科大学病院での臨床実習もある。

### 学風および特色
- 埼玉医科大学短期大学は、財団法人短期大学基準協会の第三者評価の結果、「適格」認定されている。

## 沿革
- 1973年 
  - 4月1日 埼玉医科大学附属医学技術専門学校臨床検査学科が開学[4]。
- 1976年 
  - 埼玉医科大学附属看護専門学校看護学科を設置[5]。
- 1979年 
  - 埼玉医科大学附属看護専門学校が専修学校に移行する。
- 1983年 
  - 社会福祉法人毛呂病院による埼玉リハビリテーション専門学校理学療法学科を設置[6]。
- 1987年 
  - 10月 文部省[注釈 1]に短期大学の設置に関する申請を行う[7]。
- 1988年
  - 12月22日 左記を以て文部省[注釈 1]より短期大学の設置が認可される[8]。
- 1989年 
  - 4月1日 埼玉医科大学短期大学が以下の学科体制にて開学[注 3]。
    - 看護学科 入学定員100名[注釈 2]
    - 理学療法学科 入学定員30名[注釈 2]
    - 臨床検査学科 入学定員40名[注釈 2]
- 1989年 
  - 5月1日 学生数[13]/定員
    - 看護学科 102[注釈 3]/100
    - 理学療法学科 33[注 4]/30
    - 臨床検査学科 43[注 5]/40
- 1990年 
  - 5月1日 学生数[14]/定員
    - 看護学科 205[注釈 4]/200
    - 理学療法学科 64[注 6]/60
    - 臨床検査学科 83[注釈 5]/80
- 1991年 
  - 5月1日 学生数[15]/定員
    - 看護学科 311[注釈 4]/300
    - 理学療法学科 98[注 7]/90
    - 臨床検査学科 126[注釈 6]/120
- 1992年 
  - 5月1日 学生数[注 8]/定員
    - 看護学科 319[注 9]/300
    - 理学療法学科 100[注 10]/90
    - 臨床検査学科 128[注 11]/120
- 1997年
  - 4月1日 専攻科の設置が認められ、以下の課程を設ける[18]。
    - 地域看護学専攻 入学定員30名
    - 母子看護学専攻 入学定員15名
- 1999年
  - 5月1日 学生数[19]/定員
    - 看護学科 324[注釈 5]/300
    - 理学療法学科 110[注 12]/90
    - 臨床検査学科 139[注釈 6]/120
- 2005年 
  - 4月1日 以下の学科については、この年度で学生募集を最終とする[注 13]。
    - 臨床検査学科[注 14]
- 2006年 
  - 4月1日 以下の学科については、この年度で学生募集を最終とする[注 15]。
    - 理学療法学科[注 16]
- 2008年 
  - 4月1日 専攻科母子看護学専攻の入学定員を15→20に増員[注 17]。

## 基礎データ

### 所在地
- 埼玉県入間郡毛呂山町毛呂本郷38

### 交通アクセス
- JR八高線・毛呂駅下車3分。
- 東武越生線・東毛呂駅下車10分。

### 象徴
- 埼玉医科大学短期大学のカレッジマークは大学と同じものを使用している。ホームページほか右記資料も参照のこと[30]。

## 教育および研究

### 組織

#### 学科
- 看護学科 入学定員100名[1]

##### 過去にあった学科
- 臨床検査学科 入学定員40名[注 18]
- 理学療法学科 入学定員30名[注 19]

#### 専攻科
- 母子看護学専攻 入学定員20名[1]

##### 過去にあった専攻科
- 地域看護学専攻 入学定員30名[注 20]

#### 別科
- なし

##### 取得資格について
受験資格
- 看護師：看護学科
- 理学療法士：過去にあった理学療法学科にて[35]
- 臨床検査技師：過去にあった臨床検査学科にて[36]
- 保健師・養護教諭二種免許状（ただし、こちらは保健師試験に合格後、申請により取得することになる）：地域看護学専攻
- 助産師：母子看護学専攻

### 研究
- 『埼玉医科大学短期大学紀要』[37]

## 学生生活

### 部活動・クラブ活動・サークル活動
- 埼玉医科大学短期大学のクラブ活動
  - 体育系：ソフトボール・スキー・バレーボール・テニス・バスケットボール・水泳・サッカーほか
  - 文化系：華道・日本舞踊・軽音楽・茶道・演劇・囲碁・将棋・合唱・手話ほか

### 学園祭
- 埼玉医科大学短期大学の学園祭は「遥光祭」と呼ばれる。

## 施設

### キャンパス
- 短期大学独自の校舎があり、校内には図書室ほか体育施設としてグラウンド・テニスコート・グランドなどがある。ほか、看護学生を対象とした学生寮がある。

## 対外関係

### 系列校
- 埼玉医科大学

## 卒業後の進路について

### 就職について
- 全学科とも、専門職に携わっている。埼玉医科大学病院や埼玉医科大学総合医療センターなどの医療機関や各種社会福祉施設など就職先は多種多彩である。

### 編入学・進学実績
- 埼玉医科大学短期大学専攻科ほか